# Frecciargento
A Frecciargento egy nagysebességű vonatnem Olaszországban, melyeket a Trenitalia üzemeltet. Nevének jelentése Ezüst nyíl, mely utalás a járművek ezüst színére. A járatok maximális sebessége meghaladja a 250 km/h-t. Helyjegy váltása kötelező.

## Útvonalak
- Róma – Nápoly – Salerno – Lamezia Terme – Reggio di Calabria
- Udine – Velence – Padova – Bologna – Firenze – Róma
- Trieszt – Velence – Padova – Bologna– Firenze – Róma
- Bolzano/Bozen – Verona – Bologna – Firenze – Róma
- Bergamo - Brescia – Verona – Bologna – Firenze – Róma
- Mantua – Modena – Bologna – Róma
- Róma – Caserta – Benevento - Foggia – Bari – Lecce
- Genova - La Spezia - Pisa - Firenze - Róma

## Járművek
- ETR.485: billenőszekrényes motorvonat, maximális sebesség: 250 km/h vagy több
- ETR 600: billenőszekrényes motorvonat, maximális sebesség: 250 km/h vagy több
- ETR 610
- ETR 700

## Lásd még
- Olaszország nagysebességű vasúti közlekedése
- Eurostar Italia
- Vonatnemek Európában